# Jaap IJff
Jacob (Jaap) IJff (Beemster, 6 april 1929 ― Hoorn, 8 oktober 2019) was een Nederlands ingenieur en bestuurder. 
IJff studeerde voor vliegtuigbouwkundig ingenieur aan de Technische Hogeschool in Delft van 1946 tot april 1952.  Later promoveerde hij in 1972 bij de TH ook tot doctor. 
Al voor zijn afstuderen (1952) begon hij te werken bij het Nationaal Lucht- en Ruimtevaartlaboratorium (NLR). Na zijn studietijd vervulde IJff zijn militaire dienstplicht bij de Marine Luchtvaartdienst op het Vliegkamp De Kooy.  Na zijn dienstplichttijd werkte hij weer bij het NLR, tot 1958. Vanaf 1958 werkte hij  voor de Nederlandse vliegtuigfabrikant Fokker. 

## Openbaar bestuur
In 1972 werd IJff gekozen voor de PvdA in de Provinciale Staten van Noord-Holland. In 1974 werd hij, tot 1982, voltijds bestuurder/politicus doordat hij gekozen werd tot gedeputeerde van de provincie Noord-Holland. 
Daarna werkte hij voor waterschappen. In 1982 werd hij voorzitter van het Zuiveringsschap Amstel- en Gooiland.  In 1984 werd hij benoemd tot dijkgraaf (voorzitter van het bestuur) van het Hoogheemraadschap van de Uitwaterende Sluizen in Kennemerland en West-Friesland, deze functie vervulde hij tot 1993. Van 1987 tot 1994 was hij voorzitter van de Unie van Waterschappen. 

## Onderscheidingen
- Ridder in de Orde van de Nederlandse Leeuw
- Officier in de Orde van Oranje-Nassau[2]